# Calliopsis hurdiella
Calliopsis hurdiella är en biart som beskrevs av Shinn och Engel 2003. Calliopsis hurdiella ingår i släktet Calliopsis och familjen grävbin. Inga underarter finns listade.